# Élisabeth de Clèves (1420-1488)
Élisabeth de Clèves, née en 1420 et morte en 1488, est une des filles d'Adolphe Ier, duc de Clèves et de Marie de Bourgogne, duchesse de Clèves. Elle épouse le comte Henri XXVI de Schwarzbourg-Blankenburg, le 15 juillet 1434.

## Descendance
Ensemble, ils ont onze enfants :
- Günther XXXVI (8 juillet 1439 - Rudolstadt , 30 décembre 1503)
- Henri XXVII (13 novembre 1440 - 14 décembre 1496), archevêque de Brême
- Catherine (2 février 1442 - 9 novembre 1484), mariée à Busso VII et Sigmondo I de Mansfeld-Gleichen Tonna
- Günther XXXVII (8 juin 1443)
- Henri XXVIII (8 janvier 1447 - Brême, 1481), chanoine de Cologne et de Mayence
- Günther XXXVIII (Rudolstadt, 1450 - Brême, 29 novembre 1484) a épousé Catherine de Querfurt et Anne de Gleichen
- Henri XXIX (10 août 1452 - 31 mars 1499), chanoine à Hildesheim
- Günther XXXIX (30 mai 1455 - Arnstadt, le 8 août 1521), marié à Amélie de Mansfeld
- Heinrich XXX (31 décembre 1456 - Arnstadt, 12 juin 1522), chanoine à Strasbourg et à Jechasburg
- Marie (16 juin 1458)
- Marie (4 novembre 1459 - décembre 1459).

## Source
- (en) Cet article est partiellement ou en totalité issu de l’article de Wikipédia en anglais intitulé « Elisabeth of Cleves, Countess of Schwarzburg-Blankenburg » (voir la liste des auteurs).